# Boliche nos Jogos Pan-Americanos
O Boliche nos Jogos Pan-Americanos foi introduzido em 1991, em Havana.

## Quadro de Medalhas
| Ordem | País                 | Medalha de ouro | Medalha de prata | Medalha de bronze | Total |
| ----- | -------------------- | --------------- | ---------------- | ----------------- | ----- |
| 1     | Estados Unidos       | 21              | 7                | 7                 | 35    |
| 2     | Canadá               | 4               | 3                | 6                 | 13    |
| 3     | México               | 3               | 5                | 6                 | 14    |
| 4     | Colômbia             | 3               | 2                | 7                 | 12    |
| 5     | Brasil               | 1               | 1                | 1                 | 3     |
| 6     | Venezuela            | 0               | 10               | 5                 | 15    |
| 7     | República Dominicana | 0               | 1                | 3                 | 4     |
| 8     | Antilhas Holandesas  | 0               | 1                | 0                 | 1     |
| 8     | Guatemala            | 0               | 1                | 0                 | 1     |
| 8     | Porto Rico           | 0               | 1                | 0                 | 1     |
| 11    | Argentina            | 0               | 0                | 1                 | 1     |
| Total | Total                | 32              | 32               | 36                | 100   |

## Ligações Externas
- Sports123